# Eublemma brunneoochracea
Eublemma brunneoochracea är en fjärilsart som beskrevs av Embrik Strand 1917. Eublemma brunneoochracea ingår i släktet Eublemma och familjen nattflyn. Inga underarter finns listade i Catalogue of Life.